# Урибуру, Хосе Феликс
Хосе́ Фе́ликс Урибу́ру (исп. José Félix Uriburu; 20 июля 1868, Сальта — 29 апреля 1932, Париж) — аргентинский военный, который фактически занимал пост президента Аргентины после государственного переворота 8 сентября 1930 года до 20 февраля 1932 года.

## Биография
Родился в аргентинской провинции Сальта, его дядей был бывший президент Аргентины Хосе Эваристо Урибуру. До Первой мировой войны был военным атташе в Германии и Великобритании. Вернувшись на родину в 1914 году, был избран в Национальный конгресс Аргентины, затем в 1922 году был назначен генеральным инспектором армии.
Возглавил военный переворот против демократически избранного президента страны Иполито Иригойена при участии ультраправой Аргентинской патриотической лиги. Переворот положил начало эпохе, которая со временем получила название «бесславного десятилетия».
Оставался главой правительства до 1932 года, осуществив ряд реформ, включая сокращение заработной платы государственным служащим больше чем на 10 процентов.
После того, как ему поставили диагноз рак желудка в начале 1932 года, безуспешно боролся с болезнью в Париже, где умер 29 апреля 1932 года. Похоронен на кладбище Реколета в Буэнос-Айресе.